# Tombeau de Wang Chuzhi
Le Tombeau de Wang Chuzhi (chinois simplifié : 王处直墓 ; chinois traditionnel : 王處直墓 ; pinyin : Wang Chizhi mu) est la tombe de Wang Chuzhi (863-923), un militaire de haut rang, gouverneur de la fin de la dynastie Tang et du début du Liang postérieur, à l'époque des Cinq Dynasties. Il a été redécouvert dans les années 1980 dans le village de Xiyanchuan, situé dans le Xian de Quyang dans la province chinoise de Hebei.
Ce tombeau a été pillé deux fois, dont une fois en juillet 1994, en raison du haut niveau artistique de ses fresques et bas-reliefs, qui sont d'une grande valeur historique et monétaire.

## Description
L'architecture interne du tombeau témoigne du statut social important de Wang Chuzhi de son vivant. Par ailleurs, les éléments retrouvés dans le tombeau, entre autres les inscriptions funéraires, sont d'une grande valeur archéologique et historique. Ces inscriptions fournissent des informations biographiques (muzhi). Elles ont probablement été commandées par l'un des fils de Wang Chuzhi, comme il était d'usage à l'époque.

### Bas-reliefs en marbre
Ont été peints sur les deux bas-reliefs de marbre, un groupe de serviteurs et une quinzaine de membres d'un orchestre féminin[réf. nécessaire]. Cette œuvre fournit des informations sur les goûts musicaux des classes supérieures durant la fin de la dynastie Tang.

### Orchestre féminin
Il y a douze personnes dans l'orchestre. En première ligne, cinq femmes (de droite à gauche) jouent du konghou 箜篌 (arc-harpe), du guzheng 古箏 (cithare à 18 - 23 cordes pincées avec des ponts mobiles), de la pipa 琵琶 (luth), du paiban 拍板 (bambou... ) et du dagu 大鼓 (tambour) tandis que, dans la rangée arrière, il y a sept femmes jouant du sheng 笙 (orgue à bouche), du fang xiang 方響 (métallophone chinois), du dalagu 答臘鼓 (tambour cylindrique d'Asie de l'Ouest), deux bili 篳篥 (hautbois), et deux hengdi 橫笛 ou dizi 笛子 (flûtes traversière en bambou)[réf. nécessaire]. À l'extrême droite de la ligne avant se trouve un chef d'orchestre masculin, avec deux jeunes danseurs en face de lui.

## Galerie

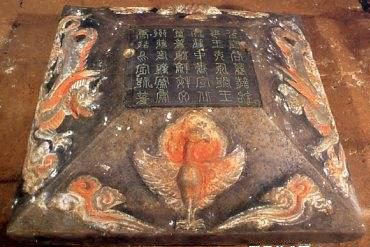
Épitaphe de la tombe de Wang Chuzhi
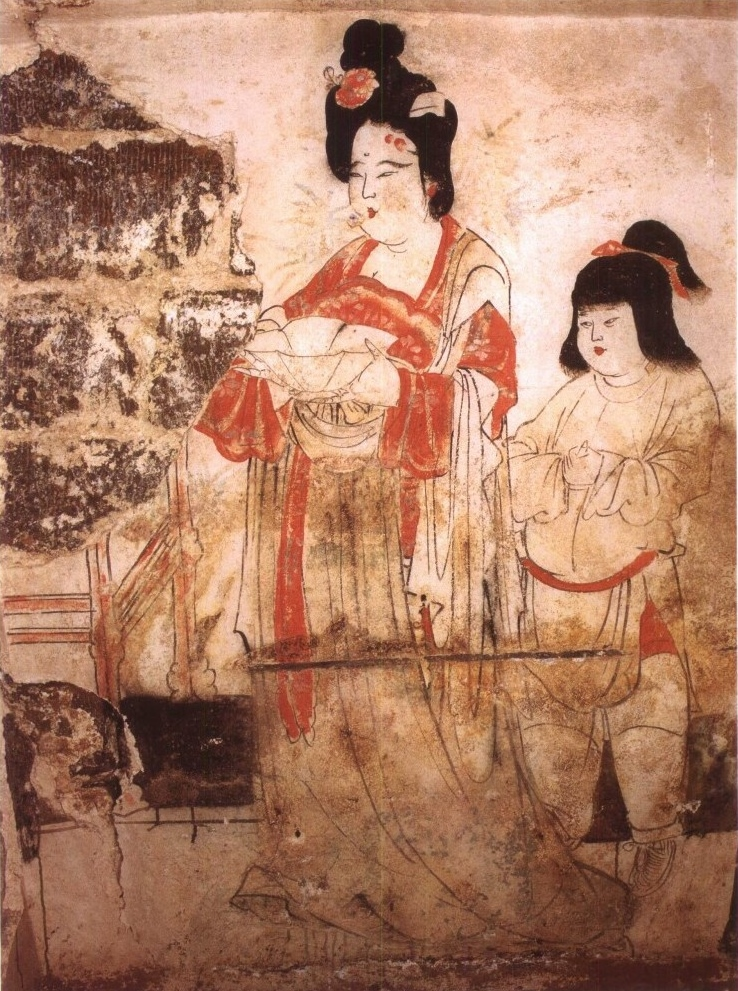
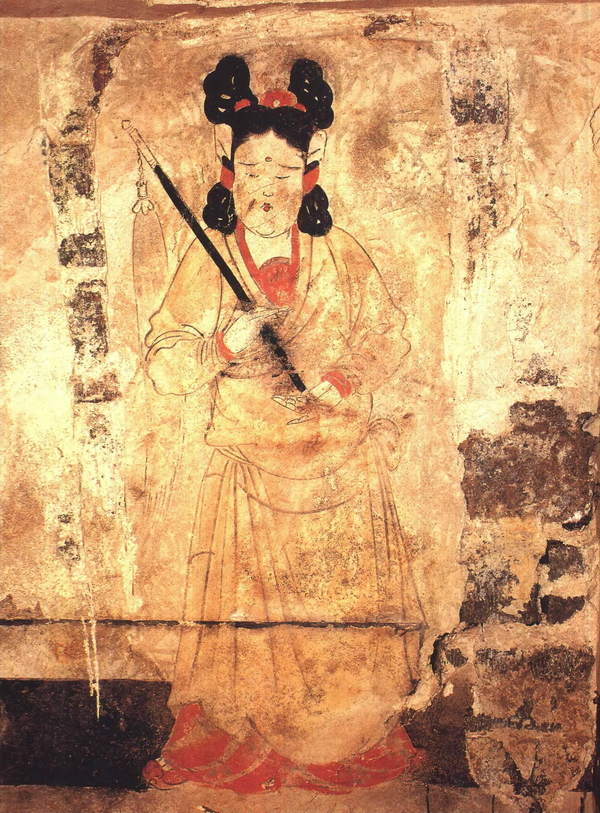
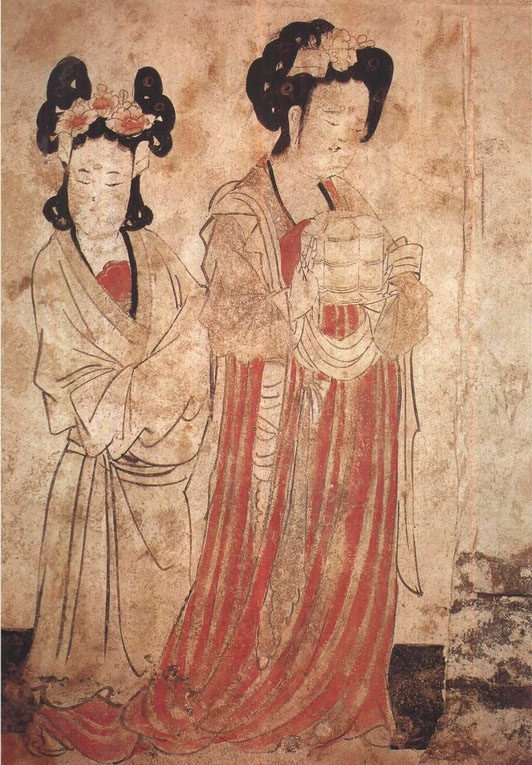
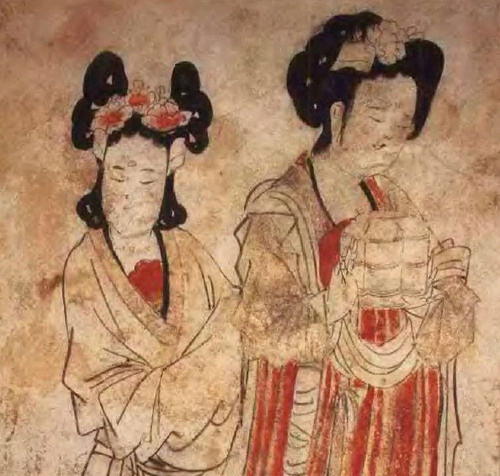
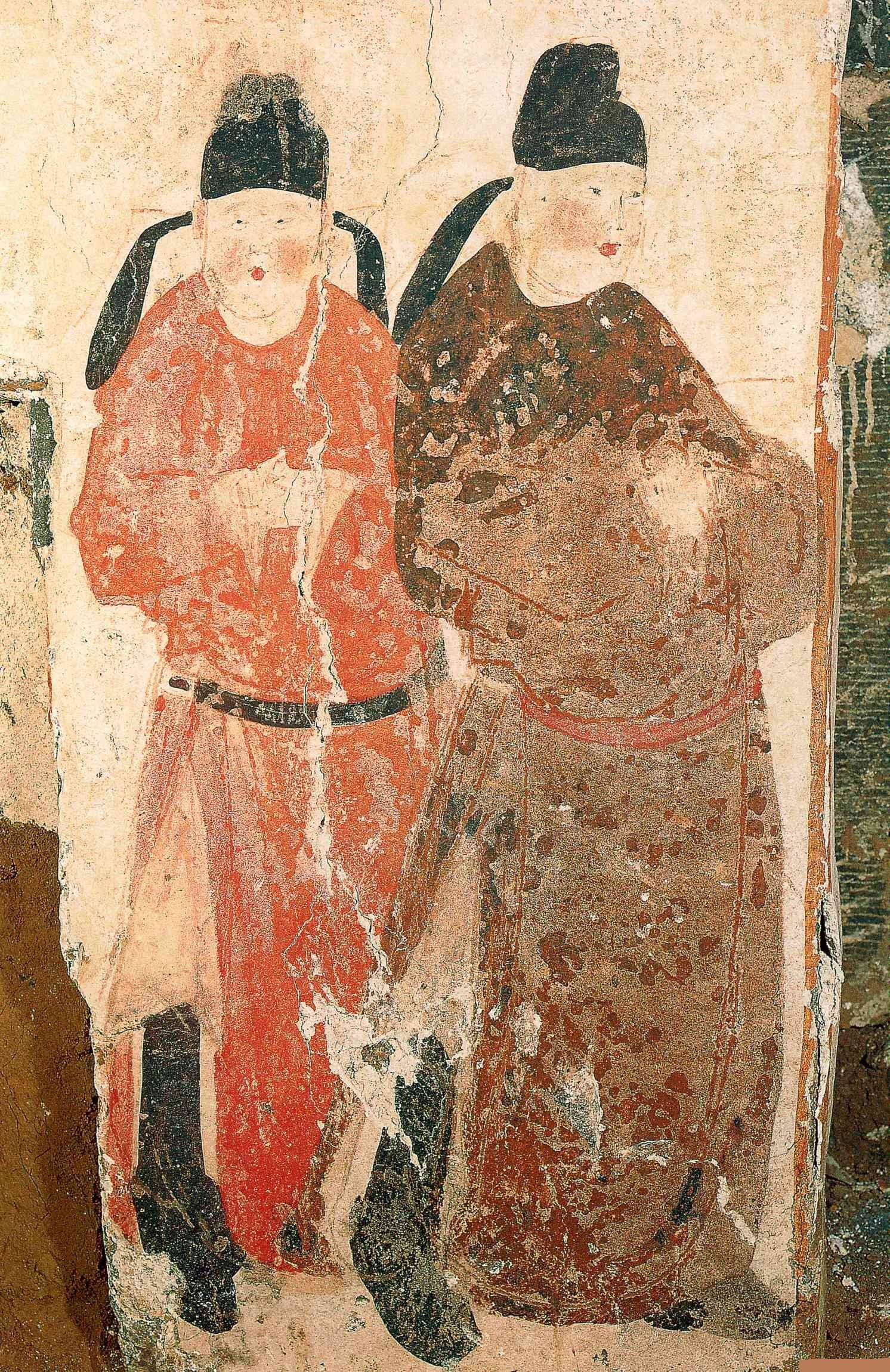
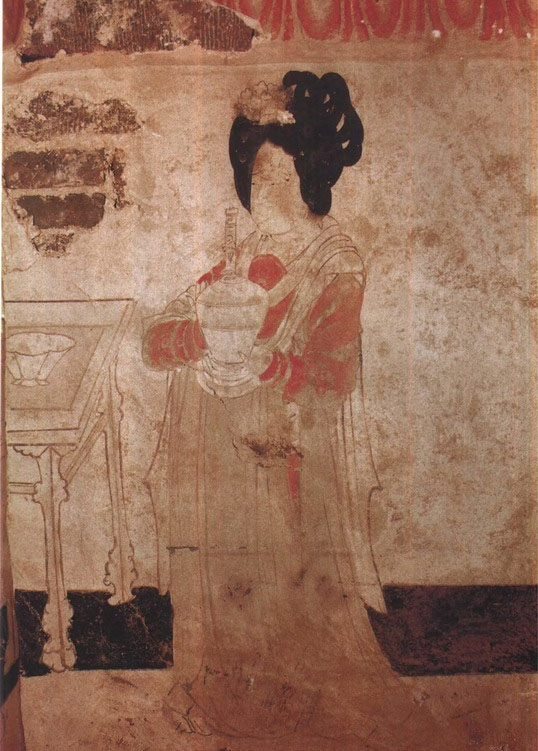
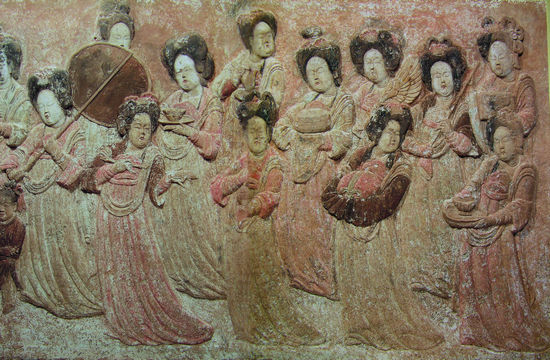
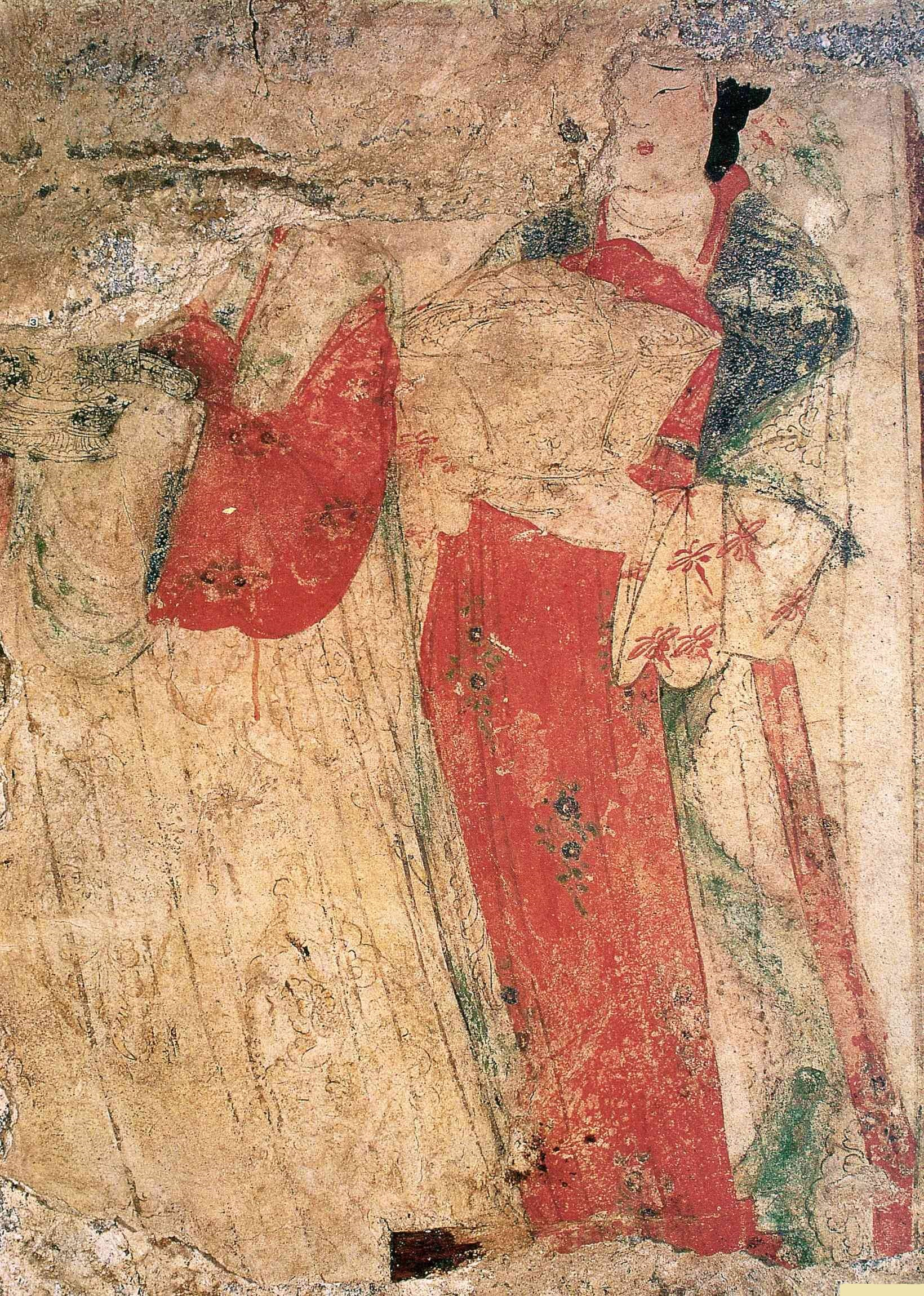
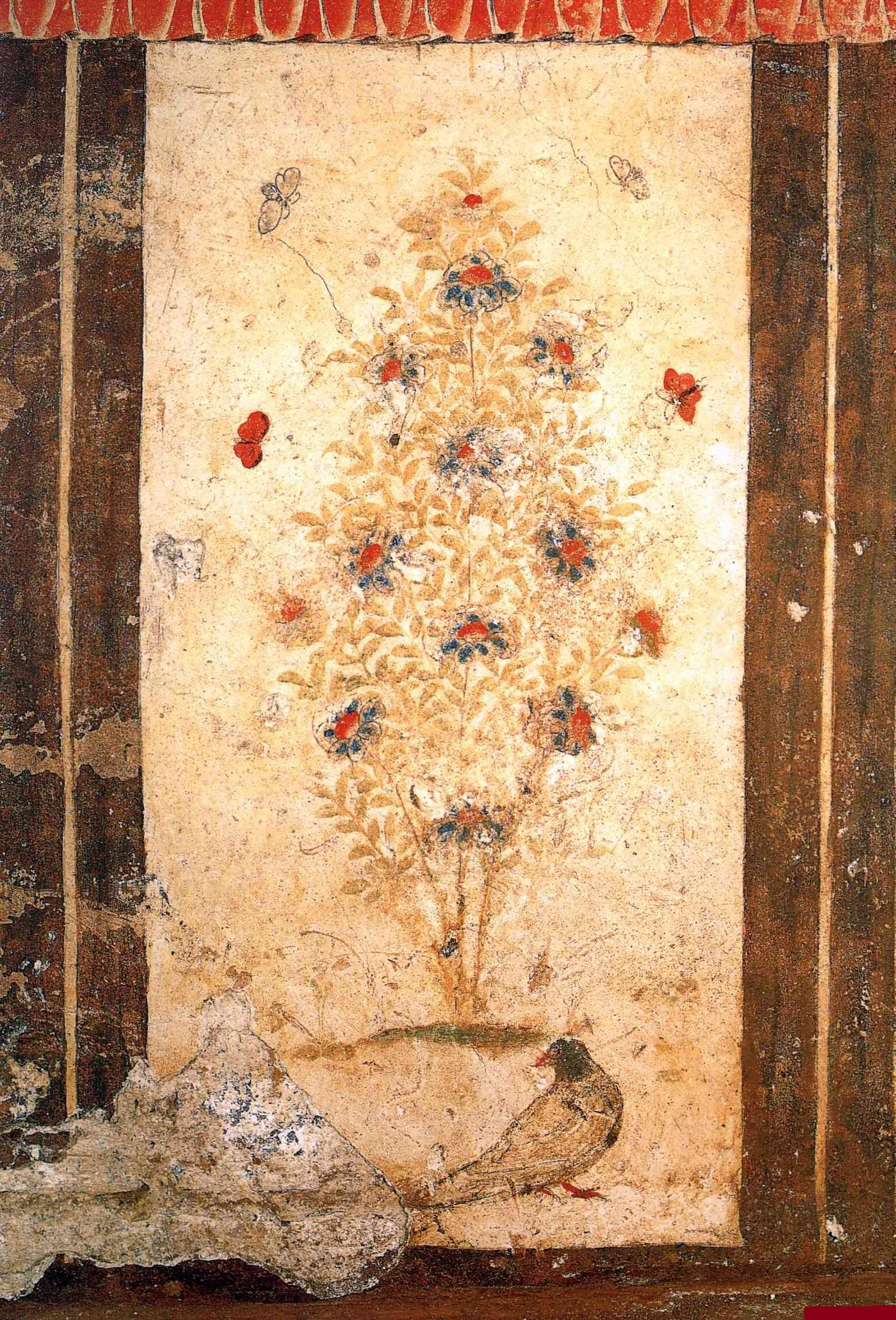
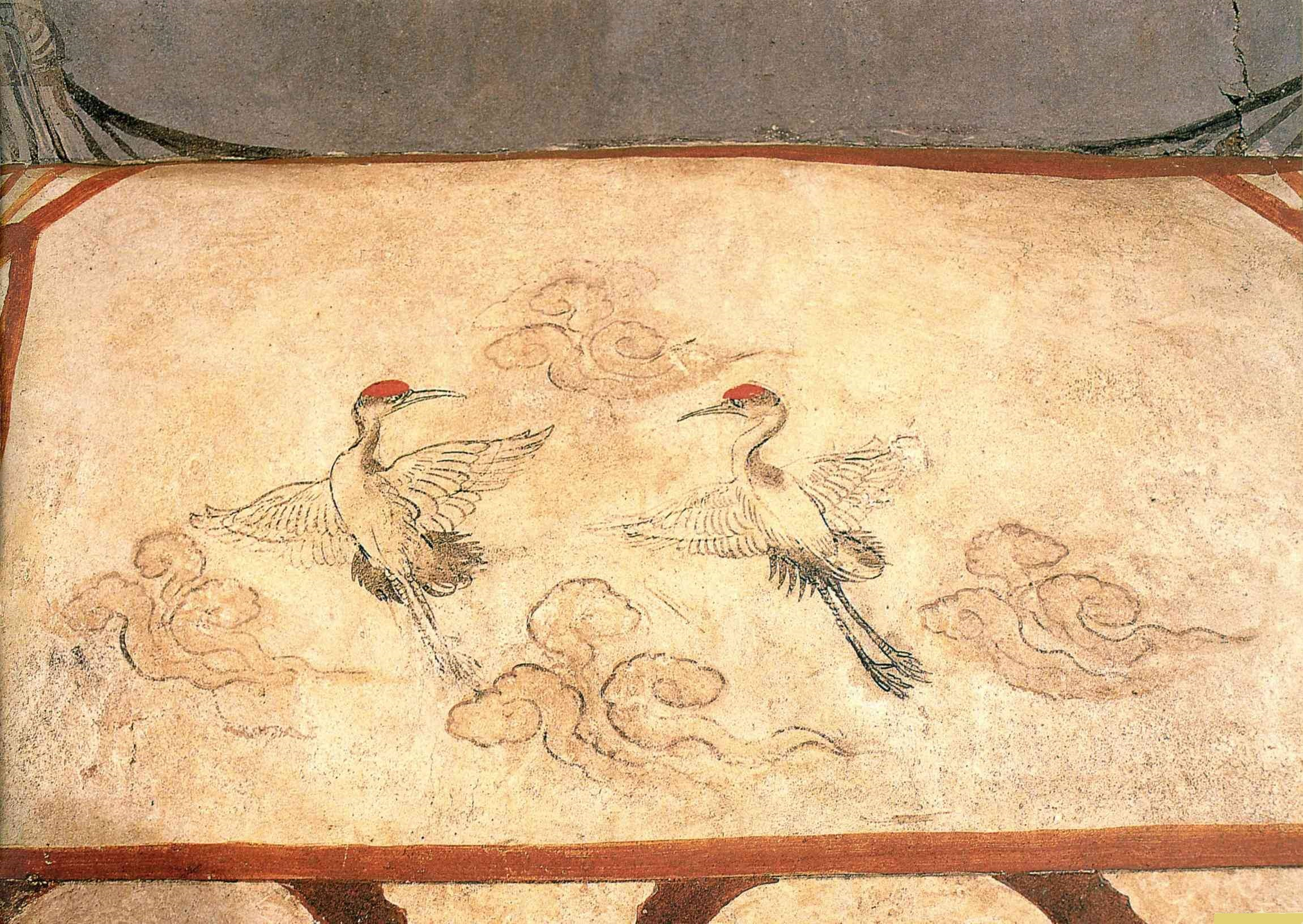
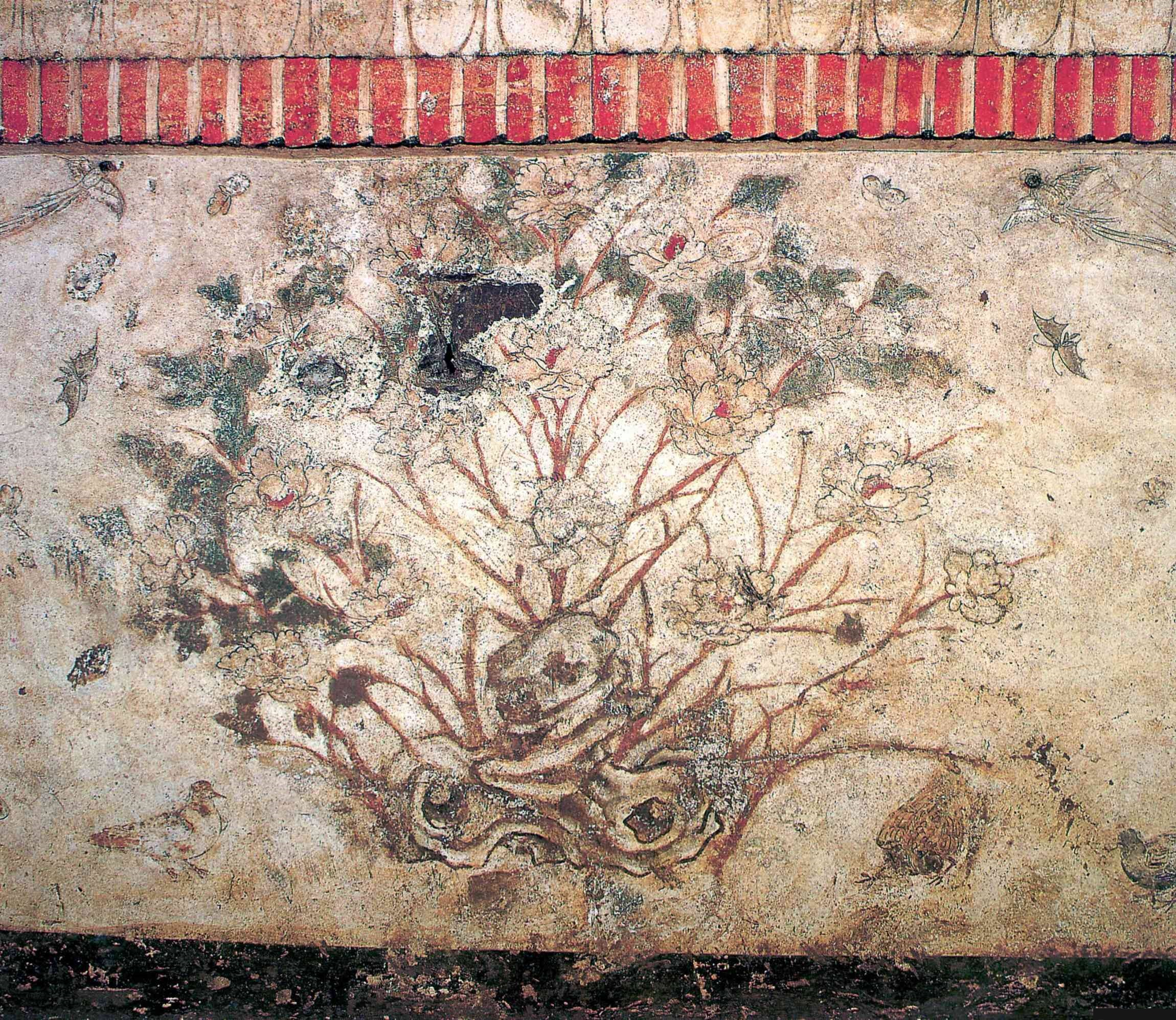
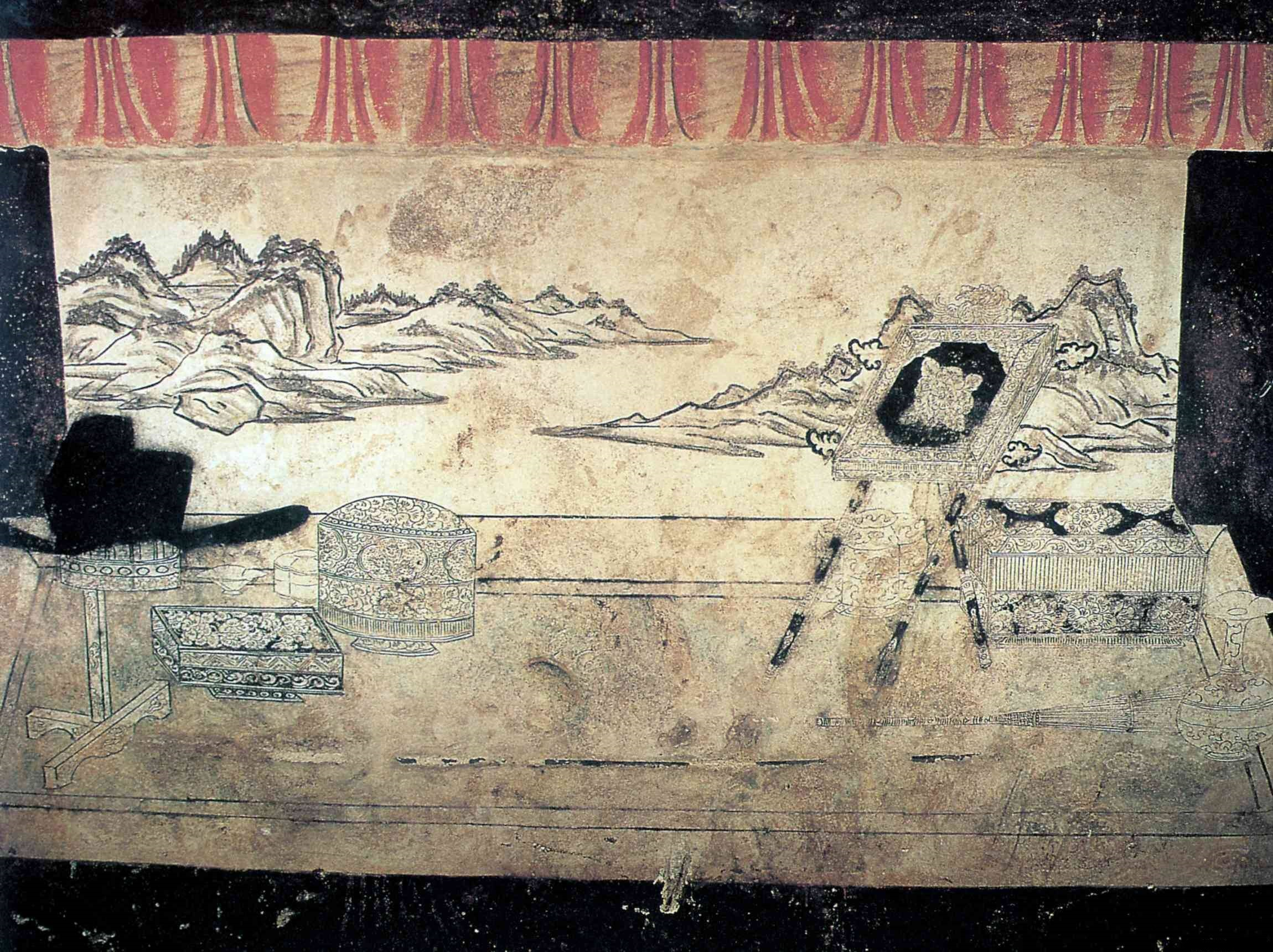
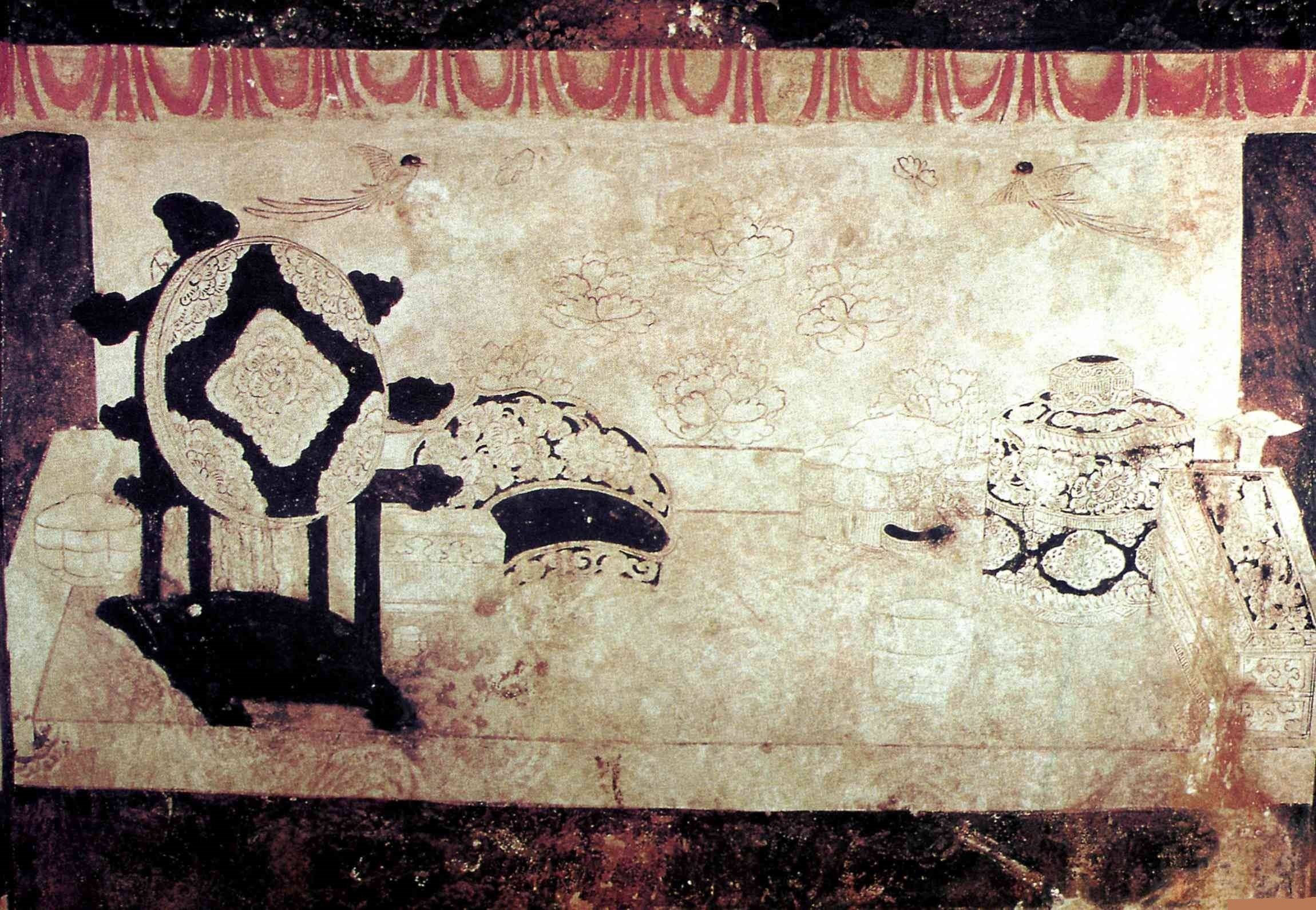